# Le Grand Arbre
Le Grand Arbre est le premier DVD concert de Tryo, il a été enregistré à l'Olympia, à Paris. Cette tournée reprend tous les titres du premier album, tel que Salut Ô, ou encore L'Hymne de nos campagnes. On voit aussi arriver des morceaux inédits, qui vont être peu de temps après inséré dans le 2e album : Faut qu'ils s'activent. Ces titres sont : Le monde est avare, La Mer, et Le Saule. Un titre a été repris du groupe M'panada, qui n'est autre que La Lumière.

## Liste des titres
1. Salut Ô
2. Suprématie
3. Regardez-les
4. France Télécom
5. Un homme qui aime les femmes
6. La mer
7. La révolution
8. J'ai rien prévu pour demain
9. C'est du Roots
10. La misère d'en face
11. Le monde est avare
12. Pour un flirt avec la crise
13. Les soldats de plomb
14. La main verte
15. Yakamonéyé
16. Le saule
17. La lumière
18. Babylone
19. L'hymne de nos campagnes